# Anolis princeps
Anolis princeps este o specie de șopârle din genul Anolis, familia Polychrotidae, descrisă de George Albert Boulenger în anul 1902. Conform Catalogue of Life specia Anolis princeps nu are subspecii cunoscute.